# Martha Bulloch Roosevelt
Martha Stewart (Bulloch) Roosevelt, surnommée Mittie, née le 8 juillet 1835 et morte le 14 février 1884, est une socialite américaine du XIXe siècle. Elle est la mère du président américain Theodore Roosevelt et la grand-mère paternelle d'Eleanor Roosevelt.
Elle est une arrière-petite-fille d'Archibald Bulloch, une petite-nièce de William Bellinger Bulloch et une petite-fille du général Daniel Stewart. Véritable belle du Sud, elle aurait été l'une des inspirations du personnage de Scarlett O'Hara.

## Enfance
Elle naît à Hartford, Connecticut, le 8 juillet 1835, fille du major James Stephens Bulloch (1793–1849) et de Martha Patsy Stewart (1799–1864). Elle a une sœur aînée, Anna Louisa Bulloch (1833–1893), et deux jeunes frères, Charles Irvine Bulloch (1838–1841) et le vétéran confédéré de la guerre de Sécession Irvine Stephens Bulloch (1842–1898).
Par le premier mariage de son père avec Hester Amarintha Hettie Elliott (1797–1831), elle a deux demi-frères aînés : John Elliot Bulloch (1818–1821) et James Dunwoody Bulloch (1823-1901), vétéran confédéré.
Par le premier mariage de sa mère avec le sénateur John Elliott (père de Hettie), elle avait également quatre demi-frères et sœurs aînés : Susan Ann Elliott (1820-1905), Géorgie Amanda Elliott (1822–1848), Charles-William Elliott (1824-1827), et Daniel Stewart Stuart Elliott (1826–1861), décédé de la tuberculose alors qu'il sert dans l'armée confédérée pendant la guerre civile.
Elle a quatre ans quand le major Bulloch déménage sa famille dans Comté de Cobb en Géorgie, et dans le nouveau village qui deviendra Roswell. La localité se trouve juste au nord de la rivière Chattahoochee et de la ville d'Atlanta, en Géorgie ; le major Bulloch s'y rend pour devenir l'associé d'une nouvelle filature de coton avec Roswell King, le fondateur de la ville. Bulloch fait construire un manoir et peu de temps après son achèvement en 1839, la famille emménage à « Bulloch Hall ». Le bâtiment est inscrit au registre national des lieux historiques.
Les Bulloch sont une riche famille de planteurs, membres de l'élite géorgienne. En 1850, ils détiennent trente et un esclaves noirs, dont la plupart travaillent dans leurs champs de coton. D'autres sont affectés à des tâches domestiques telles que la cuisine, la couture et les travaux connexes. Des recherches récentes dans les archives de Bulloch ont identifié 33 esclaves appartenant à la famille. Ils sont commémorés sur une plaque sur le terrain du manoir.
Mittie, comme tous ses frères et sœurs, se voit attribuer un esclave personnel, ou une « ombre ». Lavinia, par exemple, la suit partout, s'arrête à l'extérieur de la salle de classe quand Mittie entre à l'intérieur et dort sur une natte à ses côtés la nuit.
Après la mort du major Bulloch en 1849, la fortune de la famille décline quelque peu, mais Mittie épouse l'homme d'affaires Theodore Roosevelt, Sr. en 1853. Ses frères Irvine et James, combattent pendant la Guerre de Sécession en tant qu'officiers confédérés. Ils vivent tous deux en Angleterre après la guerre. Son frère Dan lui est tué au combat.
Certains pensent que le personnage de Scarlett O'Hara, dans le roman de Margaret Mitchell, Autant en emporte le vent, est basé en partie sur Mittie. Une autre source d'inspiration aurait été la propre grand-mère de Mitchell. Mitchell a, de fait, interviewé la plus proche amie d'enfance et demoiselle d'honneur de Mittie, Evelyn King, pour un article dans l'Atlanta Journal au début des années 1920 où sont décrits en détail la beauté, le charme et la nature de Mittie.

## Mariage

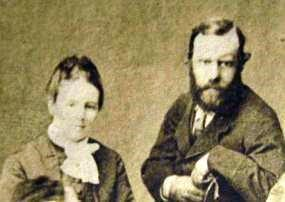
Mittie et son époux Théodore.

Elle épouse Theodore Thee Roosevelt Sr. le 22 décembre 1853 au manoir familial de Bulloch Hall à Roswell.
Après leur lune de miel, le couple emménage dans leur nouvelle maison au 28 East 20th Street, New York, un cadeau de mariage du père Cornelius Roosevelt. Peu de temps après, sa mère Patsy et sa sœur Anna rejoignent Thee et Mittie à New York.
Mittie donne naissance à quatre enfants:
- Bamie Roosevelt (en) (1855–1931)
- Théodore Roosevelt Jr. (1858–1919)
- Elliott B._Roosevelt (en) (1860–1894)
- Corinne Roosevelt (1861-1933)

Elle meurt de la fièvre typhoïde le 14 février 1884, à l'âge de quarante-huit ans, le même jour et dans la même maison que la première épouse de son fils Théodore, Alice Lee Roosevelt, décédée de façon inattendue de la maladie de Bright, et deux jours après la naissance de sa petite-fille Alice Roosevelt Longworth. Elle est enterrée au cimetière de Green-Wood situé à Brooklyn, État de New York.